# Arthur van Connaught

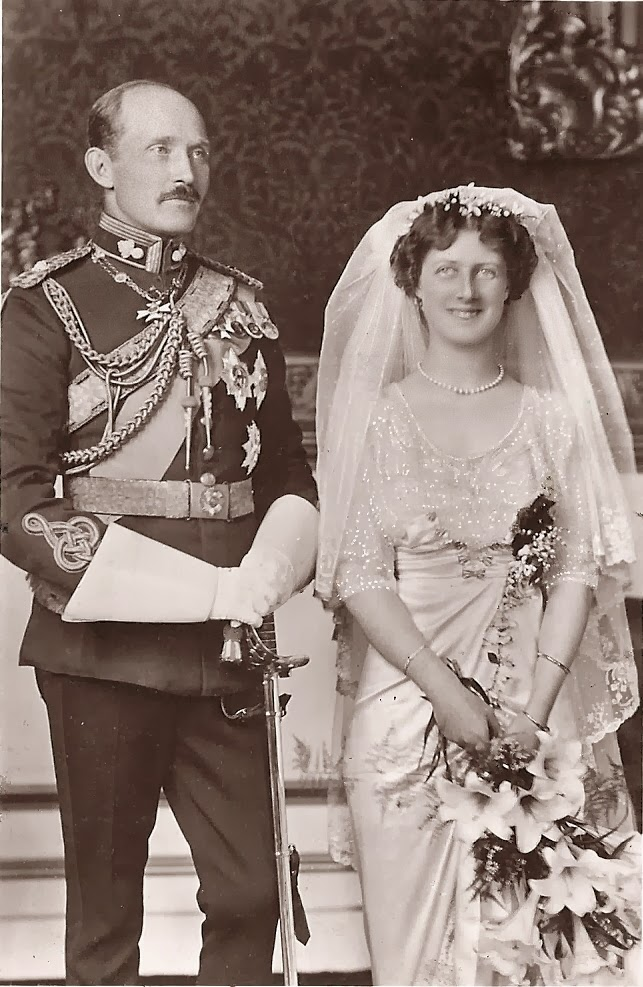
Prins Arthur en prinses Alexandra (1913)

Arthur Frederick Patrick Albert van Saksen-Coburg en Gotha (Windsor Castle, 13 januari 1883 – Bagshot, Surrey, 12 september 1938) was een Britse prins en lid van de Britse koninklijke familie als kleinzoon in mannelijke lijn van koningin Victoria van het Verenigd Koninkrijk.

## Jeugd
Prins Arthur was de oudste zoon en het tweede kind van Arthur van Connaught en Strathearn, zoon van koningin Victoria, en Louise Margaretha van Pruisen, dochter van prins Frederik Karel van Pruisen. Hij werd gedoopt in de privékapel van Windsor Castle op 16 februari met als doopgetuigen o.a. koningin Victoria, keizerin Augusta van Duitsland, prinses Maria der Nederlanden, hertog George van Cambridge en hertog Alfred van Edinburgh.
De prins had nog een oudere zus, Margaretha (de latere kroonprinses van Zweden), en een jongere zus, Patricia. Arthur kreeg les aan het Eton College.

## Carrière
Na het afronden van zijn school werd de prins onderwezen aan de Koninklijke Militaire Academie Sandhurst en ingedeeld bij het regiment “7th Hussars”. Arthur diende tijdens de Tweede Boerenoorlog en was een tijd lang gestationeerd in de Zuid-Afrikaanse plaats Krugersdorp. In 1907 werd hij gepromoveerd tot kapitein bij de Scots Greys. Hij kreeg in 1920 de rang “Honorary Colonel-in-Chief”, een vaak koninklijke beschermheer, van dit regiment. Hij diende tijdens de Eerste Wereldoorlog als aide de camp van verschillende generaals. In 1919 werd hij gepromoveerd tot luitenant-kolonel bij de reserves. In datzelfde jaar werd hij ook gepromoveerd tot de ererang van generaal-majoor en werd aide de camp van zijn neef, koning George V.
Omdat de kinderen van George V te jong waren om publieke verplichtingen te voldoen tot na de Eerste Wereldoorlog, was prins Arthur aanwezig bij een groot aantal ceremonies in binnen- en buitenland.

## Huwelijk en gezin
Op 12 oktober 1913 trad prins Arthur in de kapel van St. James’s Palace, Londen, in het huwelijk met prinses Alexandra van Fife, een kleindochter in vrouwelijke lijn van koning Eduard VII. Zij behield ook na hun huwelijk de titel “hertogin van Fife”, die ze van haar vader Alexander Duff, 1e hertog van Fife, had geërfd.
Het paar kreeg één zoon: Alastair (1914-1943).

## Verdere levensloop
Prins Arthur was van 1920 tot 1923 gouverneur-generaal en opperbevelhebber in Zuid-Afrika. Na zijn terugkeer in Engeland zette hij zich actief in voor verschillende goede doelen. Zijn laatste publieke optreden was in 1937 bij de kroning van koning George VI. Hij stierf uiteindelijk aan maagkanker op 55-jarige leeftijd. Zijn vader stierf pas een paar jaar later. Zijn enige zoon, Alastair, volgde zijn grootvader op als hertog van Connaught en Strathearn en graaf van Sussex.
Herbert John Gladstone · Sydney Charles Buxton · Arthur van Connaught · James Rose-Innes · Alexander van Teck · Patrick Duncan · Nicolaas Jacobus de Wet · Gideon Brand van Zyl · Ernest George Jansen · Lucas Cornelius Steyn · Charles Swart · Lucas Cornelius Steyn
- Bibliothèque nationale de France: cb166442905 (data)
- International Standard Name Identifier: 0000 0000 8012 0408
- SNAC: w6vm7f8d
- Virtual International Authority File: 106635355